# St. Christophorus (Bad Abbach)

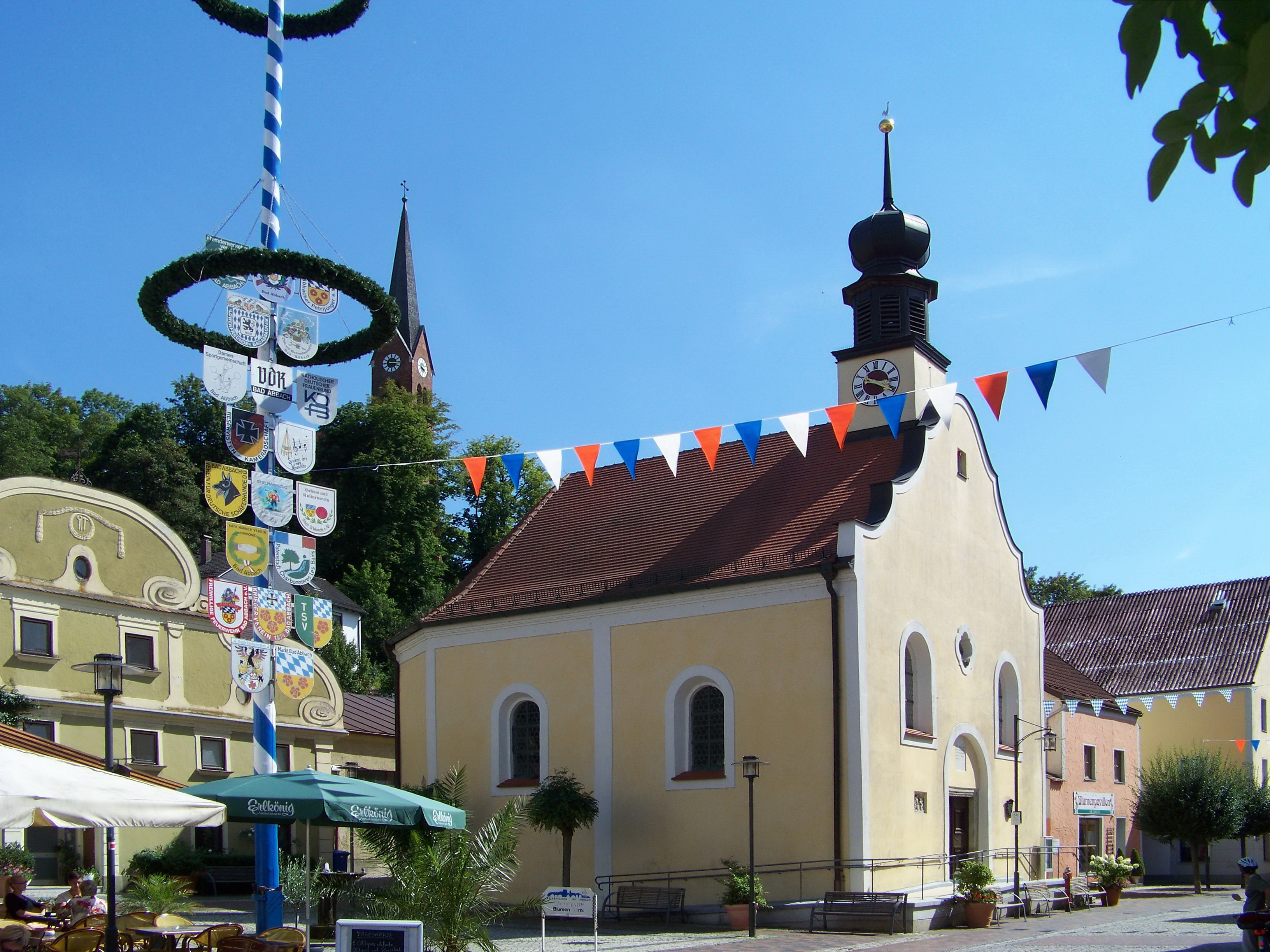
Außenansicht der Marktkirche St. Christophorus von Nordwesten

Die römisch-katholische Marktkirche St. Christophorus (im Volksmund auch als „kleine Kirche“ bezeichnet) in Bad Abbach im niederbayerischen Landkreis Kelheim geht auf einen spätgotischen Bau aus der Zeit um 1470 zurück, der am 28. Februar 1784 bei einem Eisstoß beinahe vollständig zerstört wurde. In den Jahren von 1784 bis 1786 wurde an gleicher Stelle ein Ersatzbau, die heutige spätbarocke Saalkirche, errichtet. Das Gotteshaus mit dem Patrozinium des heiligen Christophorus (Gedenktag: 24. Juli) ist eine Nebenkirche der Pfarrei St. Nikolaus in Bad Abbach.

## Geschichte
Da der Weg zur Pfarrkirche St. Nikolaus auf dem Schloßberg sehr beschwerlich war, fasste die Abbacher Bürgerschaft im Jahr 1470 den Beschluss, in der Ortsmitte eine Kapelle zu Ehren des heiligen Christophorus erbauen zu lassen. 1484 wurde ein Benefizium gestiftet und ein Haus für den Benefiziaten errichtet. Der Geistliche war verpflichtet, pro Woche in der Kapelle fünf Messen zu lesen. Im Gegenzug hatte ein Bauernhof zu Wiesent Korn, Weizen, Gerste und Hafer abzuliefern. Hinzu kamen ein Weinberg bei Poikam und Abgaben, meist in Regensburger Pfennigen. Im Jahre 1486 stiftete Herzog Albrecht IV. einen weiteren halben Weinberg bei Poikam zu. Im Jahre 1564 stiftete der Abbacher Bürger Georg Parth für eine Armenspende und eine Jahrtagsmesse vier Äcker und eine Wiese zu. Dem Schulmeister flossen dabei vier, dem Kirchendiener zwei Regensburger Pfennige zu. Dies stellt auch die erste urkundliche Erwähnung des Schulwesens in Bad Abbach dar.
Durch ein Hochwasser der Donau kam es am 28. Februar 1784 zu einem Eisstoß, bei dem die Marktkirche schwer beschädigt wurde. Daher musste sie von Grund auf neu errichtet werden. Zum Schutz vor Überschwemmungen setzte man das Kirchlein etwas höher. 1910 wurde die Marktkirche an das Stromnetz angeschlossen und kann seither elektrisch beleuchtet werden. 1935 wurde eine Renovierung durchgeführt, an der der ortsansässige Kirchenmaler Johann Seidl maßgeblich beteiligt war. Von 1969 bis 1977 wurde die Marktkirche erneut gesamthaft renoviert.

## Architektur

### Außenbau
Die kleine Saalkirche ohne ausgeschiedenen Chor umfasst zwei Joche und einen dreiseitigen Schluss. Der gelb getünchte Bau wird durch weiße Lisenen und rundbogige Fensteröffnungen gegliedert. Die Westfassade ist mit Schweifgiebel versehen und wird von einem achtseitigen Dachreiter mit Zwiebelkuppel bekrönt. Während die Kuppel früher geschindelt war, ist sie heute mit Kupferblech gedeckt.

### Innenraum
Der Innenraum wird von einer Flachdecke über einer Hohlkehle überspannt. Der Chor ist gegenüber der Mittelachse nach Süden verschoben, da nördlich des Altarraums die von außen nicht erkennbare Sakristei untergebracht ist. Darüber befinden sich das Oratorium und der Zugang zur Kanzel.

## Ausstattung

### Hochaltar
Der barocke Hochaltar wurde um 1710 geschaffen. Der stattliche Aufbau wird von zwei blau marmorierten Rundsäulen mit korinthischen Kapitellen getragen. Zwei seitliche Voluten flankieren den Aufbau. Der Auszug ist mit zwei Volutenpilastern und zwei seitlichen Voluten. Der wird von zwei vollplastischen Engelsfiguren bekrönt, die auf den beiden äußeren der insgesamt fünf stichbogigen Giebelstücke sitzen. Auf der Mensa befindet sich ein Tabernakel mit zwei blau marmorierten Säulchen. Die vergoldeten Türchen sind mit Rankwerk verziert.
Die Gemälde des Hochaltares, die dem aus Abbach stammenden Rokoko-Maler Otto Gebhard zugeschrieben werden, gehören nicht zur ursprünglich konzipierten Anlage, sondern wurden später hinzugefügt. Ihr genaues Entstehungsdatum ist unbekannt. Wahrscheinlich waren die alten Altargemälde nach der Zerstörung der Marktkirche 1784 unbrauchbar und mussten ersetzt werden. Auf dem großen Altarblatt ist der heilige Christophorus dargestellt, der das Jesuskind auf seinen Schultern trägt. Auf dem Auszugsbild ist die heilige Maria zu sehen.

### Seitenaltar
Rechts neben dem Hochaltar befindet sich ein deutlich kleinerer Seitenaltar, der wohl ebenfalls um 1710 entstanden ist. Vier schlanke, blau marmorierte Rundsäulen rahmen das Altarblatt mit einer Darstellung der schwarzen Madonna von Altötting ein. Teile des Aufbaus wurden nach der Zerstörung der Marktkirche 1784 im klassizistischen Stil erneuert. Im Jahr 1799 wurde der Seitenaltar durch ein Dekret des Regensburger Weihbischofs Valentin Anton von Schneid seiner eigentlichen Bestimmung übergeben.
Das schlichte Kreuz über dem Altar wurde 1935 von dem Abbacher Kirchenmaler Johann Seidl mit Wolken aus Putz und einer Schar von Engeln und Engelsköpfen verziert.

### Kanzel
Die Kanzel, bestehend aus einem polygonalen Korpus ohne Schalldeckel, wurde ebenfalls um 1710 geschaffen. Der Korpus ist mit gewundenen, blau marmorierten Ecksäulchen mit korinthischen Kapitellen verziert, die aus kleinen Volutenkonsolen entspringen. In den Bereichen dazwischen befinden sich in gebrochenem Rahmenwerk wiederum blau marmorierte Felder.

### Übrige Ausstattung
Der Kreuzwegtafeln wurden 1934 als Hinterglasmalerei nach der Vorlage von Ölgemälden aus dem Jahr 1838 ausgeführt. Die barocken Stuhlwangen stammen aus der Zeit um 1715/20 und sind mit Akanthus- und Bandelwerkschnitzereien verziert. An der Sakristeiwand befindet sich eine barocke Pietà. Die Beichtstühle sind einfache Arbeiten im Stile des ländlichen Rokoko. Das Weihwasserbecken aus Sandstein ist mit Wappen verziert und auf das Jahr 1585 datiert.
Außen über dem Portal befindet sich eine Gedenktafel mit der Inschrift Markt Abbach, während / der Herrschaft der Römer / stark befestiget und von einem / Theile der IIIten italischen / Legion besetzt. Nachdem in Abbach römische Gedenksteine, Ziegeln und Münzen gefunden wurden, entschloss man sich 1871, diese Tafel an der Marktkirche anzubringen. Links neben dem Portal ist ein spätgotisches Steinrelief mit einer Darstellung der Geburt Christi aus dem frühen 16. Jahrhundert in die Mauer eingelassen. Über dem Sakristeieingang außen ist ein weiteres Steinrelief zu sehen, auf dem zwei Engel das Schweißtuch der Veronika in einer Muschelschale präsentieren. Die spätgotische Arbeit wurde um 1520 geschaffen. Darüber ist das Fragment eines Epitaphs oder einer Sakramentsnische mit der Jahreszahl 1521 zu erkennen, an deren Fries die Heilig-Geist-Taube dargestellt ist.

### Glocken
Aus dem zierlicher Dachreiter läuten zwei Glocken. Diese mussten 1948 neu gegossen werden, da die Vorgänger im Zweiten Weltkrieg beschlagnahmt worden waren.